# Зеличенко, Владимир Михайлович
Влади́мир Михайлович Зеличе́нко (10 августа 1944, Колпашево, Колпашевский район, Томская область, СССР — 23 января 2021, Томск, Томская область, Российская Федерация) — советский и российский учёный, физик-теоретик, педагог, популяризатор науки и образования. 
Заслуженный работник высшей школы Российской Федерации (2003). 
 Состоял в Томском профессорском собрании (с 2012).

## Биография
Родился в городе Колпашево Томской области.
В 1969 году окончил Физический факультет Томского государственного университета (ФФ ТГУ).
С 1969 года работал в Сибирском физико-технического институте (СФТИ ТГУ), в лаборатории теоретической физики. В 1975 году защитил кандидатскую диссертацию: «Электронная корреляция в лёгких атомах».
В 1971 году стал первым директором Физико-математической школы при ТГУ.
В 1991 году перешёл на работу в Томский государственный педагогический институт на должность доцента кафедры общей физики. В 1992 году назначен на должность заведующего кафедрой.
В 1995 году переведён на должность профессора кафедры общей физики ТГПУ по результатам конкурсного отбора.
В 1996 году назначен деканом физико-математического факультета ТГПУ, а в 2000 году — проректором по научной работе университета. Основные заслуги на этой должности — организация работы диссертационных советов, большой вклад в издательскую деятельность университета, организация научных конференций по теории образования и педагогики, а также теории методики обучения физике.
В марте 2007 года В.М. Зеличенко приказом Рособрнадзора было присвоено учёное звание профессора.
В 2008 году — параллельно с основной деятельностью, принят на должность советника при ректорате.
Автор и соавтор более чем 200 научных работ, образовательных программ, спецкурсов. Читал лекции по всем разделам курсов общей физики, синергетики, концепции современного естествознания.
Под руководством В.М. Зеличенко защищено 14 кандидатских диссертаций. Среди его учеников: председатель комитета по высшему профессиональному образованию Администрации Томской области канд. пед. наук Л.В. Веснина, директор центра доп. физико-математического и естественнонаучного образования, д-р пед. наук, проф. М.А. Червонный и др.

## Награды и звания
- золотая и серебряная медали Учёного совета ТГПУ «За заслуги в области образования»
- медаль «За Заслуги перед Томским государственным университетом»[6]
- лауреат премии Администрации Томской области «в сфере образования, науки, здравоохранения и культуры»[7]
- почётные грамоты и благодарности Администрации города Томска
- медаль «400 лет Томску. За заслуги перед городом»[8]
- почётные грамоты Департамента общего образования Томской области
- почётная грамота Министерства образования РФ
- почётное звание и нагрудный знак «Заслуженный работник высшей школы Российской Федерации»[9]

## Публикации
Список публикаций В.М. Зеличенко
Анализ публикационной активности автора (Science Index)